# Rotacja pola (astronomia)
Rotacja pola – zjawisko polegające na obrocie pola widzenia teleskopu podążającego za ruchem dobowym nieba. Występuje w przypadku zastosowania montażu azymutalnego bądź też nieodpowiedniego ustawienia osi obrotu montażu paralaktycznego na biegun. Jest ono szczególnie niepożądane przy długoczasowej fotografii nieba. Ponieważ bardzo duże teleskopy umieszcza się na montażach azymutalnych (ze względu na masę), do wyeliminowania efektu stosuje się tzw. rotory pola.